# Rouge et Or (football canadien)
Pour les articles homonymes, voir Rouge et Or (homonymie).
Stade
Maillots
L'équipe de football du Rouge et Or représente l'Université Laval, qui est située à Québec, dans les compétitions de football canadien de l'U Sports, organisation qui encadre les sports universitaires canadiens.
L'équipe dispute sa première saison régulière en 1996, après une saison hors-concours en 1995, et devient rapidement l'un des programmes les plus titrés de l'histoire du football universitaire canadien. Le Rouge et Or remporte un nombre record de douze championnats universitaires de la Coupe Vanier et sa plus récente conquête de la coupe remonte à sa 59e édition en 2024. C'est le seul programme à avoir disputé quatre coupes Vanier consécutives (2010-2013). Lors de ce match octroyant le titre, l'équipe présente un bilan de onze victoires et deux défaites. Le Rouge et Or a également remporté la coupe Dunsmore à dix-sept reprises depuis 1999, démontrant ainsi une domination historique dans sa conférence.

## Histoire

### Débuts (1995 à 1999)
Le programme de football du Rouge et Or a été créé en 1995 par Mike Labadie, professeur d'éducation physique, et Jacques Tanguay, entrepreneur, ancien élève de l'Université Laval et grand amateur de sport. Ils visaient à contrer l' exode des joueurs de football francophones vers les écoles anglophones parce qu'il n'y avait aucune option francophone permettant de poursuivre une carrière dans le football. Tanguay a beaucoup investi dans le programme de football. Une saison hors-concours a lieu pour l'année 1995 avec des parties contre les autres équipes québécoises et des équipes de collèges juniors américains.
Le Rouge et Or a amorcé sa première saison en 1996, un an après le départ des Nordiques de Québec de la Ligue nationale de hockey pour le Colorado. Labadie a été le premier entraîneur-chef de l'équipe qui a  terminé sa saison initiale avec un dossier de 1-7. L'année suivante, Jacques Chapdelaine est embauché comme entraîneur-chef de l'équipe. Le Rouge et Or a été la première équipe universitaire canadienne à utiliser des entraîneurs adjoints rémunérés à temps plein et la première à avoir recours à des caméras vidéos pendant les matchs, ce qui confère un grand avantage compétitif.

#### Première Coupe Vanier (1999)
Laval a remporté son premier championnat national en 1999 contre les Huskies de Saint Mary's, sous la direction de l'entraîneur-chef Chapdelaine, ramenant la coupe Vanier au Québec pour la première fois depuis 1987.

### 2000 à 2009
Chapdelaine quitte le programme après la saison 2000 pour poursuivre sa carrière d'entraîneur dans la Ligue canadienne de football.

#### Glen Constantin
En 2001, l'entraîneur-chef actuel, Glen Constantin, est promu de son poste de coordonnateur défensif et mène l'équipe à une fiche de 5-3 et à une autre coupe Dunsmore,. Cependant, au cours de cette saison, le programme a dû annuler toutes les victoires en raison de l'utilisation d'un joueur non éligible. Par conséquent, cette saison est enregistrée avec huit défaites en saison régulière et trois défaites en séries éliminatoires.

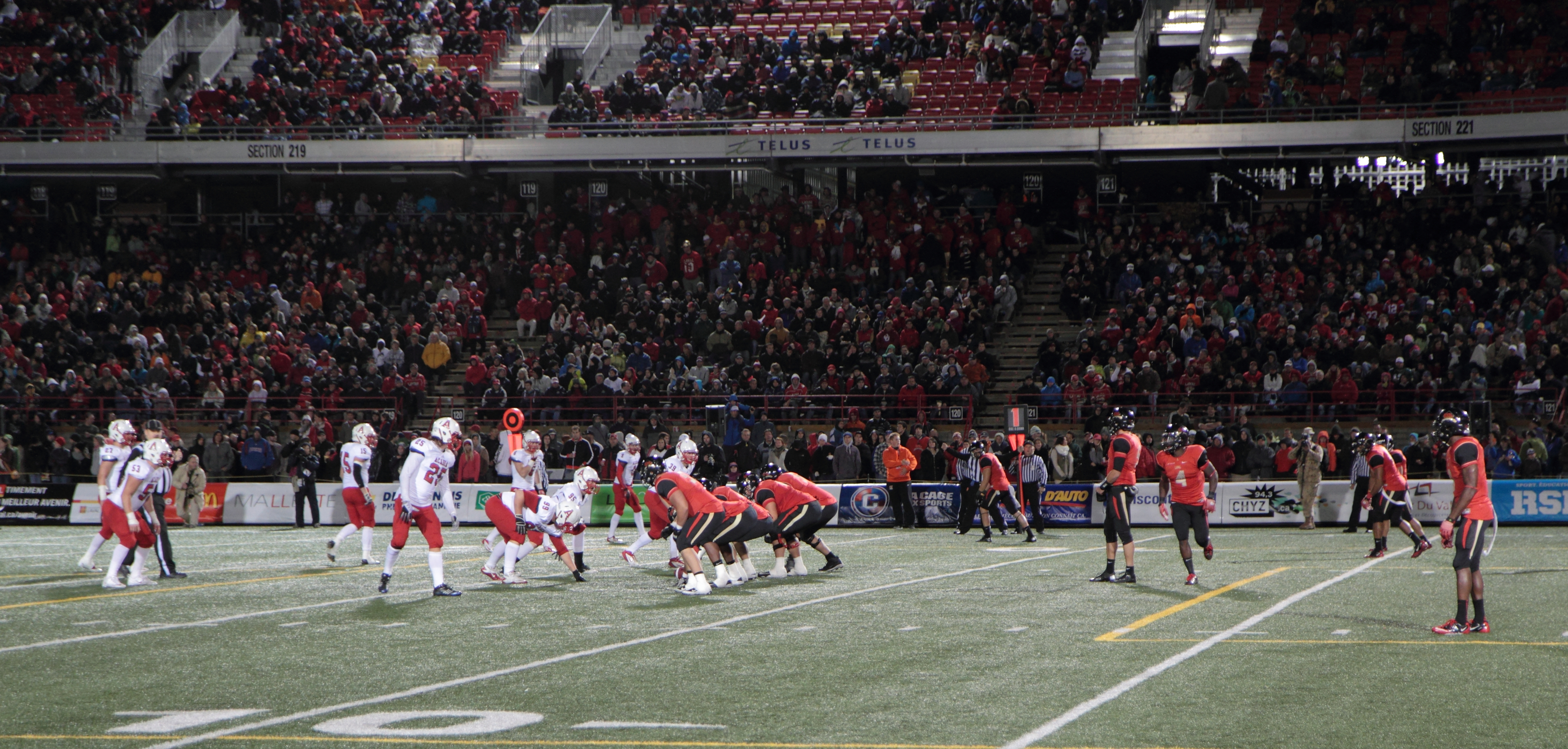
Match de football disputé entre le Rouge et Or et Acadia Axemen à l'Université Laval en 2012.

Pour la saison suivante, en 2002, le Rouge et Or a terminé avec un dossier de 6-2 et s'incline face aux Stingers de Concordia en demi-finale de la conférence du Québec. L'année 2002 représente également la dernière fois jusqu'en 2021 que le Rouge et Or subit plus d'une défaite en saison régulière et la dernière fois que le programme n'est pas qualifié pour la coupe Dunsmore. Glen Constantin devient l'entraîneur-chef le plus victorieux de l'histoire du football universitaire canadien le 16 octobre 2022 avec une 197e victoire du Rouge et Or contre les Carabins de Montréal.

#### Deuxième et troisième Coupe Vanier (2003 et 2004)
La saison suivante, le Rouge et Or a amorcé sa domination sur la conférence en inscrivant 481 points en huit matchs de saison régulière (plus de 60 points en moyenne par match). Le Rouge et Or a terminé cette saison avec sa seconde victoire en coupe Vanier, également contre Saint Mary's, lors de la 39e coupe Vanier, une première pour Constantin en tant qu'entraîneur-chef.
En 2004, le Rouge et Or est champion de la coupe Vanier deux saisons consécutives pour la première fois de son histoire en battant les Huskies de la Saskatchewan lors de la 40e coupe Vanier. Laval est devenu le quatrième programme de l'histoire des universités canadiennes à être champion deux années consécutives de la Coupe. Ce fut le pointage total le plus bas dans l' histoire de la Coupe Vanier, alors que Laval a gagné par un score de 7-1. Ce fut la première Coupe Vanier tenue à l'extérieur de Toronto alors que le match a eu lieu au stade Ivor-Wynne à Hamilton, en Ontario.
En 2005, Les Huskies de la Saskatchewan ont pu venger la défaite de la saison précédente en battant le Rouge et Or en demi-finale lors de la coupe Mitchell à Saskatoon.

#### Quatrième Coupe Vanier (2006)
Cependant, l'année suivante, les deux équipes se rencontrent une fois de plus lors de la 42e édition de la finale, alors que la coupe Vanier est joué au Griffiths Stadium, domicile des Huskies. C'est le Rouge et Or qui en sort vainqueur par la marque de 13-8 dans un match disputé sous les −20 °C. Le Secondeur Éric Maranda, choix du joueur par excellence pour la partie, a été choisi pour le Shrine Game disputé à Houston au Texas, le 19 janvier 2008.

Une pratique dans leur stade à domicile.

Pour la saison 2007, le Rouge et Or remporte son cinquième titre consécutif de la coupe Dunsmore, mais perd face aux Huskies de Saint Mary's au Uteck Bowl qui se jouait au Huskies Stadium de Halifax. Ce moment marque, jusqu'à aujourd'hui, la dernière fois que Laval a perdu face à une équipe de la conférence Atlantique.

#### Cinquième Coupe Vanier (2008)
L'année suivante, Laval, classé premier au Canada, a participé à la Coupe Vanier 2008 et a battu les Mustangs de Western Ontario, classés au troisième rang, 44 à 21, pour remporter son cinquième championnat national. C'était la huitième fois que Laval finissait sa saison en jouant en finale ou en demi-finale nationale. La saison 2008 a également vu le programme produire son premier vainqueur du trophée Hec Crighton, Benoît Groulx étant nommé le joueur le plus précieux du football de SIC.
L'Université Laval a accueilli le match de la coupe Vanier pour la première fois en 2009, mais le Rouge et Or a perdu face à l'éventuel champion, les Queen's Golden Gaels au Mitchell Bowl disputé au Richardson Memorial Stadium de Kingston, en Ontario.

### 2010 à 2019

#### Sixième Coupe Vanier (2010)
Toutefois, Laval était l'hôte de deux matchs consécutifs de la coupe Vanier et le Rouge et Or s'est qualifié pour la 46e coupe Vanier en 2010. Cette fois, le Rouge et Or domine les Dinos de Calgary 29-2 pour remporter un sixième titre de champion de la Coupe Vanier. Le Rouge et Or est devenu la première équipe de l'histoire du SIC à remporter 13 matchs consécutifs en 13 semaines, après avoir disputé neuf matchs en saison régulière en 2010 (le RSEQ a prolongé la saison régulière à neuf matchs en 2010). La défensive a également établi un record de la Coupe Vanier avec le moins de verges allouées, soit 140, battant le précédent record de 161 alloué par les Gryphons de Guelph en 1984. Laval a gagné devant 16 237 de ses partisans, devenant ainsi le deuxième programme à remporter la Coupe Vanier à domicile, avec les Varsity Blues de Toronto ayant accompli le même exploit en 1965 et 1993.

#### Première défaite à la Coupe Vanier (2011)
La saison suivante, Laval perdit un match en Coupe Vanier pour la première fois de l'histoire du programme, après avoir été battu 41-38 par les Marauders de McMaster en double prolongation à la Coupe Vanier 2011,. Ce match a eu lieu à BC Place et a été la première Coupe Vanier à être disputé à Vancouver.

#### Septième et huitième Coupe Vanier (2012 et 2013)
Le Rouge et Or s'est vengé l' année suivante lors d'un match revanche contre les Marauders à l'occasion de la 48e Coupe Vanier. Le Rouge et Or a ainsi établi un record de sept victoires au championnat canadien devant une foule record de 37 098 spectateurs au Rogers Centre de Toronto par un score de 37-14. En 2013, ils ont remporté un deuxième championnat canadien consécutif pour la deuxième fois de l'histoire du programme en battant les Dinos de Calgary à la 49e Coupe Vanier par un score de 25-14. Le match a encore été joué au Stade Telus sur le campus de l'Université Laval devant 18 543 spectateurs.

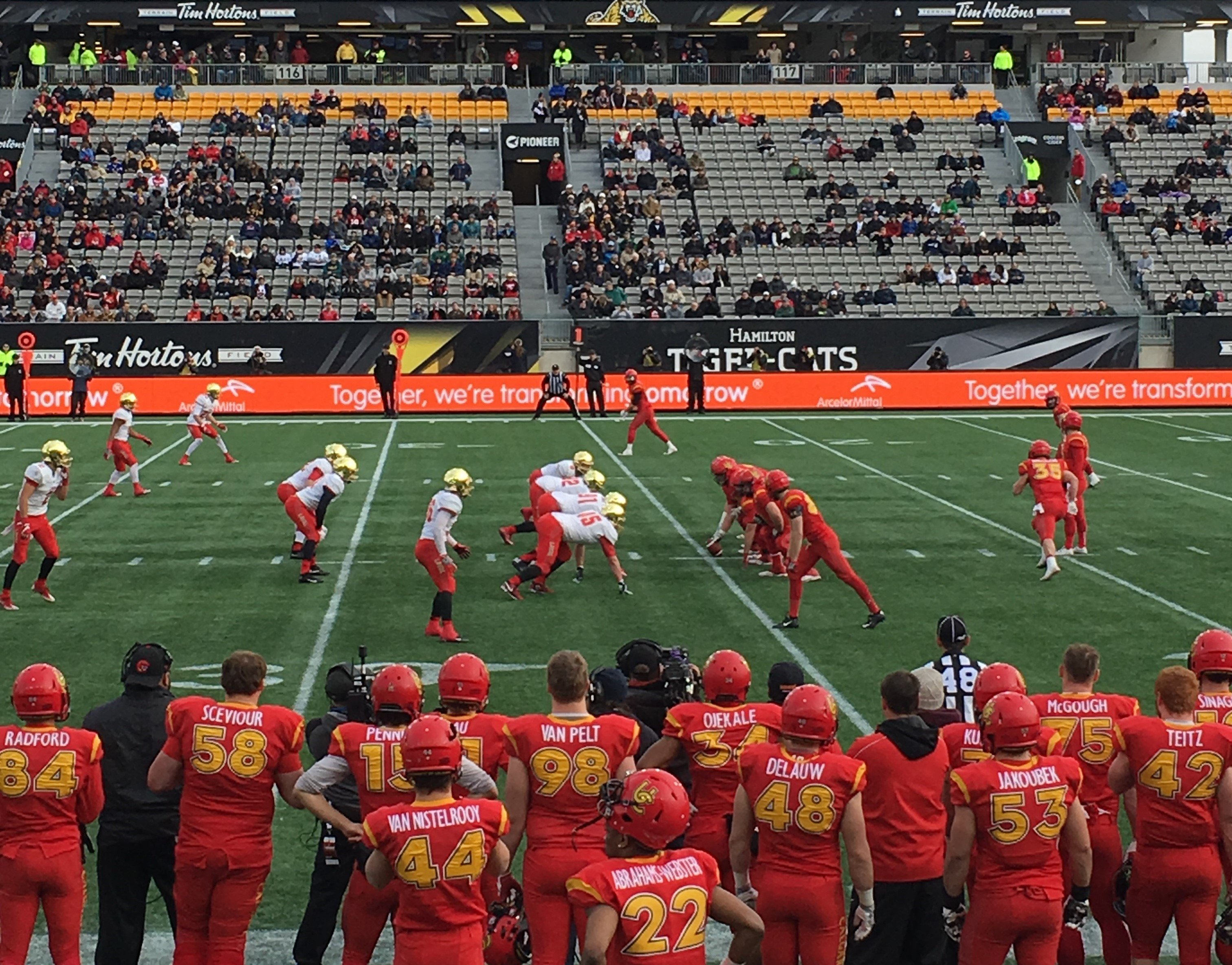
Les Dinos de Calgary à l'attaque attaque contre la défense du Rouge et Or de l'Université Laval lors de la Vanier en 2016.

La saison 2014 a vu la montée en puissance des Carabins de Montréal, puisqu'ils ont non seulement vaincu le Rouge et Or en saison régulière, mais également en éliminatoire et à Québec lors de la Coupe Dunsmore. Cette défaite a brisé la série de victoires à domicile de 70 matchs de Laval (combinée saison régulière et séries) et la série de 11 victoires de la Coupe Dunsmore. Prouvant que 2014 n'était pas un hasard, les Carabins ont à nouveau battu le Rouge et Or en 2015 à Québec lors de la Coupe Dunsmore et ont représenté de nouveau le RSEQ à la Coupe Vanier.

#### Neuvième Coupe Vanier (2016)
En 2016, le Rouge et Or termine en deuxième place de la saison régulière du RSEQ après avoir perdu le bris d'égalité face aux Carabins. Néanmoins, ils battent les Carabins à Montréal lors de la Coupe Dunsmore et se qualifie pour leur dixième participation à la Coupe Vanier lors de la 52e Coupe Vanier. Dans ce match, le Rouge et Or exécute une remontée spectaculaire pour remporter une victoire serrée 31-26 contre les Dinos de Calgary à Hamilton, au Tim Hortons Field.

#### Deuxième défaite à la Coupe Vanier (2017)
Le Rouge et Or se qualifia pour la 53e Coupe Vanier l' année suivante, mais fut vaincu par la marque de 39-17 par les Mustangs de Western Ontario.

#### Dixième Coupe Vanier (2018)
Le Rouge et Or connait une autre brillante saison en 2018 et se rend en finale de la 54e coupe Vanier à Québec.Le rouge et Or remporte un dixième titre avec une victoire de 34-20 devant ses partisans contre les Mustangs.
Lors de la saison 2019, le Rouge et Or affronte à nouveau les Carabins de Montréal lors de la coupe Dunsmore, mais il doit cette fois-ci s'avouer vaincu à la suite d'une défaite de 25-10.

### 2020 à 2029
La saison 2020 fut annulée pour l'ensemble du football universitaire québécois en raison de la Pandémie de Covid-19 au Québec.
En 2021, le Rouge et Or termine sa saison avec 5 victoires et 3 défaites. Malgré un balayage contre les Carabins et une première défaite à vie contre Sherbrooke, le Rouge et Or termine sa saison avec une récolte de 234 points marqués en 8 matchs, contre 108 points alloués, lui permettant ainsi de terminer au premier rang à ce chapitre. La présence du Rouge et Or en finale de la Coupe Dunsmore constitue une 18e présence de suite à ce championnat. Le Rouge et Or s'incline 19-28 au CEPSUM, à Montréal, le 14 novembre 2021.
Le plus long botté effectué par un joueur du Rouge et or est fait le 7 septembre 2024 par Félipé Forteza sur 53 verges pour permettre à son équipe de remporter le match contre les Carabins de l'Université de Montréal.
Le 23 novembre 2024, le Rouge et Or remporte leur 12e Coupe Vanier en battant les Golden Hawks de l'Université Wilfrid-Laurier 22-14 au stade de l'Université Queen's a Kingston en Ontario.

## Bilan saison par saison
| Saison | Partie | Victoire | Défaite | Pct % | Point Pour                  | Point Contre                | Classement                  | Éliminatoire |
| ------ | ------ | -------- | ------- | ----- | --------------------------- | --------------------------- | --------------------------- | --- |
| 1996   | 8      | 1        | 7       | .125  | 91                          | 229                         | 7e en OQIFC                 | Non-qualifié |
| 1997   | 8      | 3        | 5       | .375  | 130                         | 190                         | 6e en OQIFC                 | Non-qualifié |
| 1998   | 8      | 4        | 4       | .500  | 181                         | 156                         | 3e en OQIFC                 | Victoire : Gee-Gees d'Ottawa en demi-finale 48-42 Défaite : Stingers de Concordia à la Coupe Dunsmore 17-12 |
| 1999   | 8      | 6        | 2       | .750  | 237                         | 123                         | 3e en OQIFC                 | Victoire : Stingers de Concordia en demi-finale 42-16 Victoire : Gee-Gees d'Ottawa à la coupe Dunsmore 38-6 Victoire : Huskies de Saskatchewan au Churchill Bowl 27-21 Victoire : Huskies de Saint Mary's à la 35e coupe Vanier 14-10                                                                                 |
| 2000   | 8      | 8        | 0       | 1.000 | 237                         | 103                         | 1er en OQIFC                | Victoire : Gaiters de Bishop's en demi-finale 17-14 Défaite : Gee Gees d'Ottawa à la coupe Dunsmore 26-9 |
| 2001   | 8      | 5        | 3       | .625  | 234                         | 95                          | 1er en QUFL                 | Victoire : Gaiters de Bishop's en demi-finale 48-12 Victoire : Redmen de McGill à la coupe Dunsmore 42-14 Défaite : Huskies de Saint Mary's au Atlantic Bowl 48-8 |
| 2002   | 8      | 6        | 2       | .750  | 311                         | 124                         | 2e en QUFL                  | Défaite : Stingers de Concordia en demi-finale 29-21 |
| 2003   | 8      | 7        | 1       | .875  | 481                         | 86                          | 1er en QUFL                 | Victoire : Redmen de McGill en demi-finale 47-7 Victoire : Stingers de Concordia à la coupe Dunsmore 59-7 Victoire : Marauders de McMaster à la Coupe Mitchell 36-32 Victoire : Huskies de Saint Mary's à la 39e coupe Vanier 14-7                                                                                    |
| 2004   | 8      | 7        | 1       | .875  | 222                         | 66                          | 2e en QUFL                  | Victoire : Stingers de Concordia en demi-finale 29-13 Victoire : Carabins de Montréal à la coupe Dunsmore 30-11 Victoire : Golden Hawks de Laurier à la Coupe Uteck 30-11 Victoire : Hukies de Saskatchewan à la 40e coupe Vanier 7-1                                                                                 |
| 2005   | 8      | 8        | 0       | 1.000 | 305                         | 75                          | 1er en QUFL                 | Victoire : Vert & Or de Sherbrooke en demi-finale 72-14 Victoire : Carabins de Montréal à la coupe Dunsmore 19-13 Défaite : Huskies de Saskatchewan à la coupe Mitchell 29-27 |
| 2006   | 8      | 7        | 1       | .875  | 218                         | 100                         | 1er en QUFL                 | Victoire : Redmen de McGill en demi-finale 52-0 Victoire : Stingers de Concordia à la coupe Dunsmore 28-12 Victoire : Axemen de Acadia à la coupe Uteck 57-10 Victoire : Huskies de Saskatchewan à la 42e édition de la coupe Vanier 13-8                                                                             |
| 2007   | 8      | 8        | 0       | 1.000 | 312                         | 120                         | 1er en QUFL                 | Victoire : Carabins de Montréal en demi-finale 28-16 Victoire : Stingers de Concordia à la coupe Dunsmore 35-10 Défaite : Huskies de Saint Mary's à la coupe Uteck 24-2 |
| 2008   | 8      | 8        | 0       | 1.000 | 337                         | 60                          | 1er en QUFL                 | Victoire : Carabins de Montréal en demi-finale 28-16 Victoire : Stingers de Concordia à la coupe Dunsmore 28-17 Victoire : Dinos de Calgary à la coupe Uteck 59-10 Victoire : Mustangs de Western Ontario à la 44e coupe Vanier 44-21                                                                                 |
| 2009   | 8      | 7        | 1       | .875  | 333                         | 61                          | 1er en QUFL                 | Victoire : Stingers de Concordia en demi-finale 63-1 Victoire : Carabins de Montréal à la coupe Dunsmore 31-7 Défaie : Golden Gaels de Queen's à la coupe Mitchell 33-30 |
| 2010   | 9      | 9        | 0       | 1.000 | 411                         | 58                          | 1er en QUFL                 | Victoire : Gaiters de Bishop's en demi-finale 56-1 Victoire : Vert & Or de Sherbrooke à la coupe Dunsmore 22-17 Victoire : Mustangs de Western Ontario à la coupe Uteck 13-11 Victoire : Dinos de Calgary à la 46e coupe Vanier 29-2                                                                                  |
| 2011   | 9      | 8        | 1       | .889  | 295                         | 108                         | 1er en QUFL                 | Victoire : Stingers de Concordia en demi-finale 33-7 Victoire : Carabins de Montréal à la coupe Dunsmore 30-7 Victoire : Dinos de Calgary à la coupe Mitchell 41-10 Défaite : Marauders de McMaster à la 47e coupe Vanier 41-38 (2OT)                                                                                 |
| 2012   | 9      | 8        | 1       | 0.889 | 348                         | 114                         | 1er en QUFL                 | Victoire : Redmen de McGill en demi-finale 46-9 Victoire : Vert & Or de Sherbrooke à la coupe Dunsmore 42-24 Victoire : Axemen d'Acadia à la coupe Uteck 42-7 Victoire : Marauders de McMaster à la 48e coupe Vanier 37-14                                                                                            |
| 2013   | 8      | 8        | 0       | 1.000 | 273                         | 92                          | 1er en QUFL                 | Victoire : Vert & Or de Sherbrooke en demi-finale 32-11 Victoire : Carabins de Montréal à la coupe Dunsmore 14-11 Victoire : Mounties de Mount Allison à la coupe Uteck 48-21 Victoire : Dinos de Calgary Dinos à la 49e coupe Vanier 25-14                                                                           |
| 2014   | 8      | 7        | 1       | .875  | 383                         | 78                          | 1er en QUFL                 | Victoire : Stingers de Concordia en demi-finale 74-18 Défaite : Carabins de Montréal à la coupe Dunsmore 12-9 (OT) |
| 2015   | 8      | 7        | 1       | .875  | 298                         | 101                         | 1er en QUFL                 | Victoire : Stingers de Concordia en demi-finale 52-8 Défaite : Carabins de Montréal à la coupe Dunsmore 18-16 |
| 2016   | 8      | 7        | 1       | .875  | 289                         | 78                          | 2e en QUFL                  | Victoire : Stingers de Concordia en demi-finale 39-14 Victoire : Carabins de Montréal à la coupe Dunsmore 20-17 Victoire : Golden Hawks de Laurier à la Coupe Uteck 36-6 Victoire : Dinos de Calgary à la 52e édition de la coupe Vanier 31-26                                                                        |
| 2017   | 8      | 7        | 1       | .875  | 266                         | 77                          | 1er en QUFL                 | Victoire : Vert & Or de Sherbrooke en demi-finale 45-0 Victoire : Carabins de Montréal à la coupe Dunsmore 25-22 Victoire : Dinos de Calgary à la Coupe Mitchell 35-23 Défaite : Mustangs de Western Ontario à la 53e édition de la coupe Vanier 39-17                                                                |
| 2018   | 8      | 8        | 0       | 1.000 | 307                         | 54                          | 1er en QUFL                 | Victoire : Vert & Or de Sherbrooke en demi-finale 40-0 Victoire : Carabins de Montréal à la coupe Dunsmore 14-1 Victoire : X-Men de St. Francis Xavier à la Coupe Uteck 63-0 Victoire : Mustangs de Western Ontario à la 54e coupe Vanier 34-20                                                                       |
| 2019   | 8      | 7        | 1       | .875  | 301                         | 72                          | 1er en QUFL                 | Victoire : Stingers de Concordia en demi-finale 40-8 Défaite : Carabins de Montréal à la coupe Dunsmore 25-10 |
| 2020   |        |          |         |       |                             |                             |                             | |
| 2021   | 8      | 5        | 3       | .625  | 234                         | 108                         | 2e en QUFL                  | Victoire : Stingers de Concordia en demi-finale 30-10 Défaite : Carabins de Montréal à la Coupe Dunsmore 28-19 |
| 2022   | 8      | 7        | 1       | .875  | 274                         | 112                         | 1er en QUFL                 | Victoire: Stingers de Concordia en demi-finale 38-27 Victoire: Carabins de Montréal à la coupe Dunsmore 25-24 Victoire: Mustangs de Western à la coupe Mitchell 27-20 Victoire : Huskies de la Saskatchewan à la coupe Vanier 30-24                                                                                   |
| 2023   | 8      | 6        | 2       | 0.750 | 226                         | 122                         | 2e en QUFL                  | Victoire: Stingers de Concordia en demi-finale 34-27 (p) Défaite: Carabins de Montréal à la Coupe Dunsmore 12-6 |
| 2024   | 8      | 7        | 1       | 0.875 | 256                         | 106                         | 1er en QUFL                 | Victoire : Stingers de Concordia en demi-finale 41-18 Victoire : Carabins de l'Université de Montréal en finale de la Coupe Dunsmore 22-17 Victoire : Rams de l'Université de Régina en finale dea la Coupe Mitchell 17-14 Victoire : Golden Hawks de l'Université Wilfrid-Laurier 22-14 en finale de la Coupe Vanier |
| Total  | 227    | 181      | 46      | .797  | 19 fois à la première place | 19 fois à la première place | 19 fois à la première place | 18 championnats de la Coupe Dunsmore 1 championnat de la Coupe Churchill 5 championnats de la Coupe Mitchell 8 championnats de la Coupe Uteck 12 championnats de la Coupe Vanier |

### Entraîneurs et membre du personnel
| # | prénom              | Terme          | GC  | W   | L  | T | Pts | W%   | PGC | PW | PL | PW%  | Réalisations |
| - | ------------------- | -------------- | --- | --- | -- | - | --- | ---- | --- | -- | -- | ---- | --- |
| 1 | Mike Labadie        | 1996           | 8   | 1   | 7  | 0 | 2   | .125 | -   | -  | -  | -    | |
| 2 | Jacques Chapdelaine | 1997-2000      | 32  | 21  | 11 | 0 | 42  | .656 | 8   | 6  | 2  | .750 | Coupe Vanier (1999) |
| 3 | Glen Constantin     | 2001 - présent | 187 | 161 | 28 | - | 322 | .860 | -   | -  | -  | .-   | Entraineur le plus victorieux au football universitaire canadien avec 197 2x vainqueur du trophée Frank Tindall (2005, 2010) 11x championnats de la Coupe Vanier (2003, 2004, 2006, 2008, 2010, 2012, 2013, 2016, 2018, 2022, 2024) |

### Alignements saison par saison
Les effectifs des alignements, saison par saison, du Rouge et Or Football sont disponibles par cette page sur le site web sur le site du Rouge et or : https://rougeetor.ulaval.ca/sports/football/alignement/

## Trophées remportés par l'équipe du Rouge et Or

### Coupe Vanier

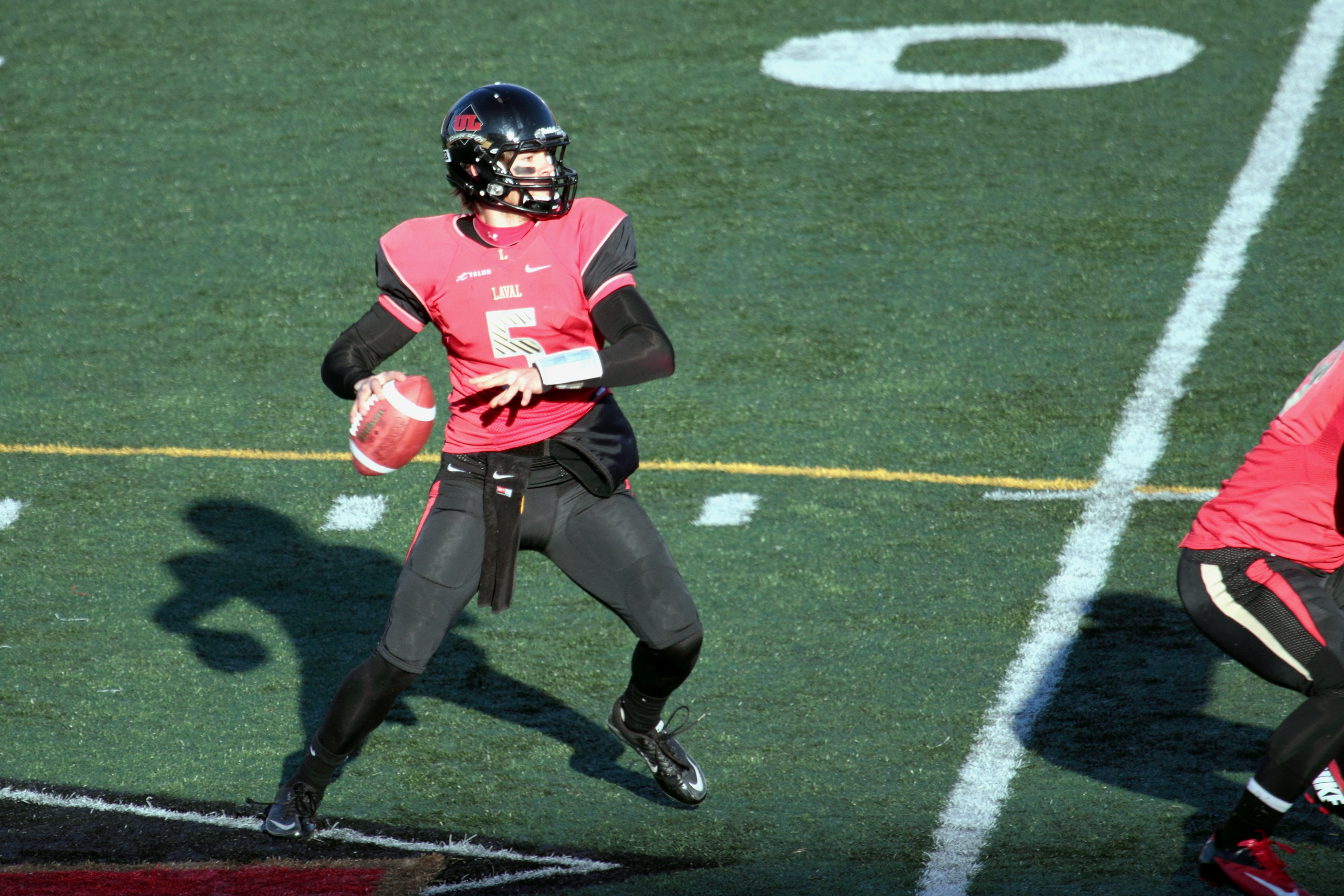
Tristan Grenon, quart-arrière, novembre 2012

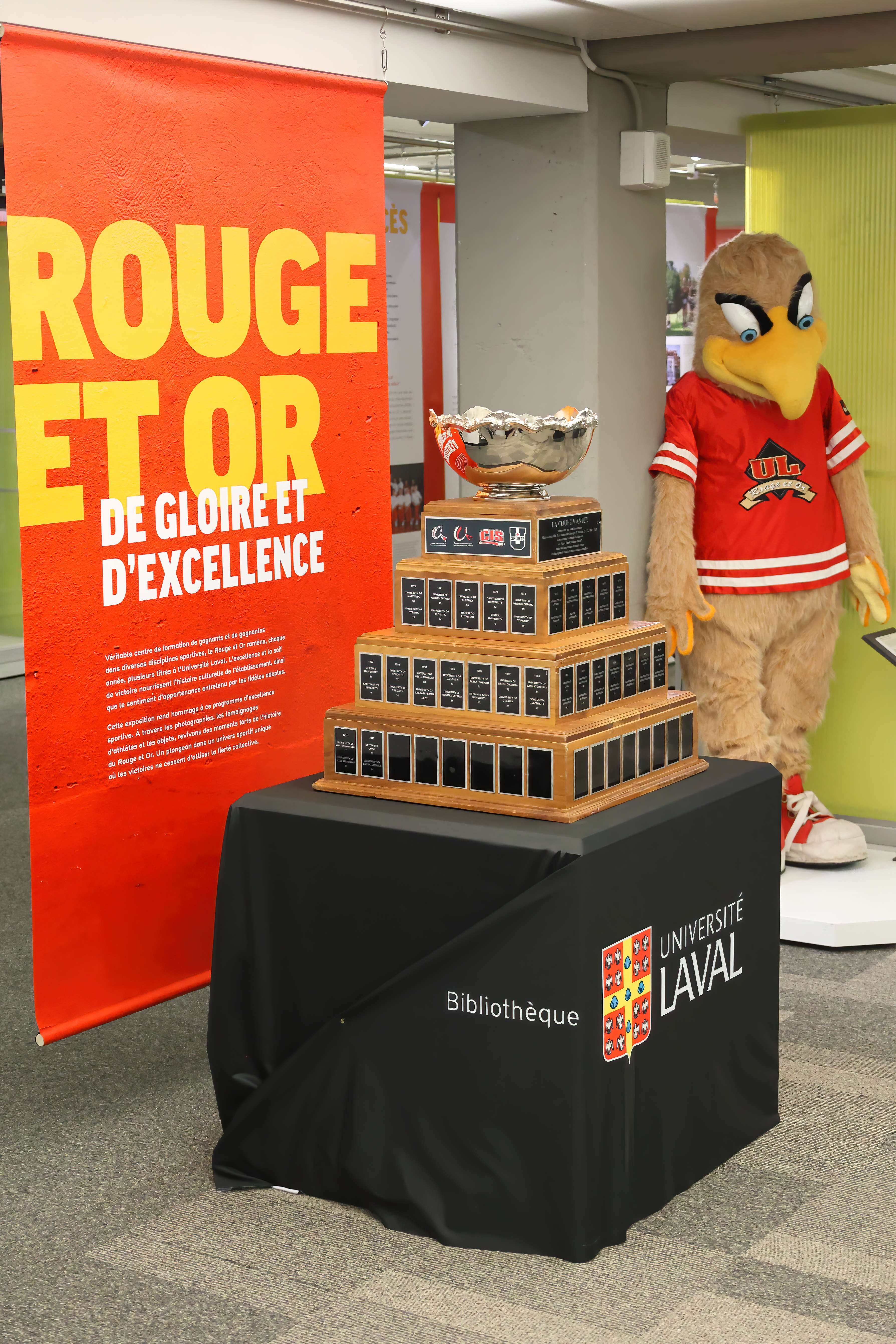
La coupe Vanier exposée à la Bibliothèque de l'Université Laval lors d'une exposition sur le Rouge et Or en 2023

En quatorze participations, l'équipe du Rouge et Or a remporté douze finales nationales de la Coupe Vanier.
| Date              | Résultat | Équipe gagnante                          | Équipe Perdante                              | Édition | Ligue                                 |
| ----------------- | -------- | ---------------------------------------- | -------------------------------------------- | ------- | ------------------------------------- |
| 27 novembre 1999  | 14-10    | Rouge et Or                              | Huskies de l'Université Saint Mary's         | 35e     | Skydome , Toronto                     |
| 22 novembre 2003  | 14-07    | Rouge et Or                              | Huskies de l'Université Saint Mary's         | 39e     | Skydome, Toronto                      |
| 27 novembre 2004  | 7-1      | Rouge et Or                              | Huskies de l'Université de la Saskatchewan   | 40e     | Stade Ivor-Wynne, Hamilton (Ontario)  |
| 25 novembre 2006  | 13-8     | Rouge et Or                              | Huskies de l'Université de la Saskatchewan   | 42e     | Griffiths Stadium, Saskatoon          |
| 22 novembre 2008  | 44-21    | Rouge et Or                              | Mustangs de l'Université Western Ontario     | 44e     | Stade Ivor-Wynne, Hamilton            |
| 27 novembre 2010  | 29-2     | Rouge et Or                              | Dinos de l'Université de Calgary             | 46e     | PEPS, Québec                          |
| 25 novembre 2011  | 41-38    | Marauders de l'Université McMaster       | Rouge et Or                                  | 47e     | BC Place, Vancouver                   |
| 23 novembre 2012* | 37-14    | Rouge et Or                              | Marauders de l'Université McMaster           | 48e     | Centre Rogers, Toronto                |
| 23 novembre 2013  | 25-14    | Rouge et Or                              | Dinos de l'Université de Calgary             | 49e     | Stade TELUS-Université Laval, Québec  |
| 26 novembre 2016  | 31-26    | Rouge et Or                              | Dinos de l'Université de Calgary             | 52e     | Tim Hortons Field, Hamilton           |
| 25 novembre 2017  | 39-17    | Mustangs de l'Université Western Ontario | Rouge et Or                                  | 53e     | Tim Hortons Field, Hamilton           |
| 24 novembre 2018  | 34-20    | Rouge et Or                              | Mustangs de l'Université Western Ontario     | 54e     | Stade TELUS-Université Laval, Québec  |
| 26 novembre 2022  | 30-24    | Rouge et Or                              | Huskies de l'Université de la Saskatchwan    | 57e     | Stade Western Alumni, London, Ontario |
| 23 novembre 2024  | 22-17    | Rouge et Or                              | Golden Hawks de l'Université Wilfrid Laurier | 58e     | Stade Richardson, Kingston, Ontario   |

- Le 23 novembre 2012, le Rouge et Or a remporté sa septième finale de la Coupe Vanier, dans un gain de 37-14 sur les Marauders de McMaster au Rogers Centre de Toronto. Cette septième coupe en fait l’équipe la plus titrée, Laval devançant désormais Western Ontario au premier rang.

### Coupe Dunsmore
Finale provinciale du Québec - Fiche de 18 victoires et 7 défaites en 25 affrontements.

### Coupe Mitchell
Fiche de 5 victoires et 2 défaites en 7 affrontements

### Coupe Uteck
Fiche de 8 victoires et 1 défaite en 9 affrontements

### Autres trophées
- 1999 - Coupe Churchill - Victoire - contre les Huskies de l'Université de la Saksatchewan.
- 2001 - Bol Atlantic - Défaite - contre les Huskies de l'Université Saint Mary's.

## Joueurs professionnels

### National Football League

#### Joueurs repêchés, ayant signés des contrats
- 2008 - Sébastien Sejean - Rams de Saint-Louis
- 2017 - Antony Auclair -  Buccaneers de Tampa Bay
- 2019 - Mathieu Betts - Bears de Chicago
- 2024 - Mathieu Betts -  Lions de Détroit

#### Anciens joueurs du Rouge et Or ayant évolué comme professionnels
- 2008 - Sébastien Sejean - Rams de Saint-Louis - 2008 - 1 saison - Matchs hors-concours et équipe de pratique
- 2017 a 2020 - Antony Auclair - Buccaneers de Tampa Bay - 2017 à 2020. Gagnant du Super Bowl LV.
- 2019 - Mathieu Betts - Bears de Chicago - 1 saison - Matchs hors-concours -
- 2021 - Antony Auclair - Texans de Houston - 2021.
- 2022 - Antony Auclair - Titans du Tennessee - 2022 - Équipe de réserve.
- 2024 - Mathieu Betts - Lions de Détroit - 1 saison - Matchs hors-concours.

### Ligue canadienne de football
Après le repêchage de 2025, 92 anciens joueurs du Rouge et Or ont été repéchés par des équipes de la LCF depuis 1998. 

#### Anciens joueurs du Rouge et or actifs dans la Ligue canadienne de football
Au début de la saison 2024 de la LCF, 19 anciens joueurs du Rouge et Or sont sur la liste des équipes de la LCF: 

### Coupes remportées par les anciens joueurs

#### Super Bowl(NFL)
- Saison 2020 - Antony Auclair - Buccaneers de Tampa Bay. Gagnant du Super Bowl LV.

## Honneurs et faits historiques
- 22 novembre 2008 : le Rouge & Or remporta la Coupe Vanier et par la même occasion, il conclut une saison parfaite de 12-0. C'est la première fois de son histoire que le Rouge & Or termine une saison sans avoir subi une seule défaite durant la saison et les éliminatoires.
- 27 novembre 2010 : le Rouge & Or devient la première équipe de football Universitaire Canadien à terminer l'année avec une fiche de 13-0. Cela fut rendu possible par l'ajout d'un 9e match de saison régulière dans la Ligue de football universitaire du Québec.
- 23 novembre 2012 : le Rouge & Or devient l'équipe de football Universitaire canadien ayant gagné la Coupe Vanier le plus grand nombre de fois avec sept conquêtes en 14 ans (1999, 2003, 2004, 2006, 2008, 2010 et 2012). L'ancien record de six appartenait à l'Université Western Ontario. Entre 2003 et 2013, le Rouge & Or a remporté sept Coupes Vanier en onze saisons.
- 9 novembre 2013 : le Rouge & Or remporte la coupe Dunsmore (Championnat du Québec) pour une onzième fois consécutive; et ont ajouté une huitième Coupe Vanier le 23 novembre.
- Jouant ses matchs locaux au stade Telus du PEPS de l'Université Laval, à Québec, l'équipe a établi le 20 octobre 2019 un nouveau record d'assistance pour un match de saison régulière de football universitaire canadien, avec 19 381 spectateurs. À cette occasion, fut dévoilé les membres de l'équipe étoiles pour célébrer les 25 premières saisons. Le record d'assistance a été battu le 7 septembre 2024 avec une foule de 20 903 spectateurs[28].
- À ce jour,7 joueurs du Rouge et Or furent sélectionnés pour participer au East-West Shrine Game, un match d'étoile de football collégiale disputé aux États-Unis, soient Carl Gourgues (OL, 2004), Éric Maranda (LB, 2008), Étienne Légaré (DL, 2009), Arnaud Gascon-Nadon (DE, 2012), Charles Vaillancourt (OL, 2016), Antony Auclair (TE, 2017) Mathieu Betts (DE, 2019).

### 2019 - Équipe des 25 ans du Rouge et Or Football
Le dévoilement de l'équipe d'étoiles des 25 ans du Rouge et Or a eu lieu le 20 octobre 2019 au Stade TELUS-UL. Le choix des membres de cette équipe a été fait par vote par les partisans pour chacune des positions.